# Vest Stadil Fjord
Vest Stadil Fjord er et delvis tørlagt strandsøområde nær Vestkysten vest for Stadil Fjord og omtrent 10 km nord for Ringkøbing Fjord. Det skærmes fra Vesterhavet af Husby Klit.
Området administreres af Naturstyrelsen. Siden 1950'erne og indtil 1990'erne var den nordlige del af fjorden afvandet og opdyrket. Staten opkøbte i 1994 en stor del af området, som i slutningen af 1990'erne blev naturgenoprettet. Området er både Ramsar- og EF-fuglebeskyttelsesområde, og er en del af Natura 2000- område nr. 66 Stadil Fjord og Vest Stadil Fjord.

## Fugleliv
Området er en vigtig yngle- og trækfuglelokalitet og er af international betydning for Kortnæbbet Gås, der forår og efterår raster med op til 25.000 fugle. Bramgås og Grågås raster ligeledes i området. På udvalgte marker fodres gæssene for at undgå markskader. I rørskovene omkring fjorden yngler bl.a. Rørhøg og Rørdrum.[kilde mangler]
- Fugletårnet ved Mellemdyb